# Таршис, Михаил Александрович
Михаил Александрович Таршис (20 мая 1953) — российский художник, кинорежиссер, фотограф, сценарист.

## Биография
Наиболее полный творческий сайт www.tronart.de Там же творческая биография CV. С 1997 года живёт и работает в Германии. Сестра — Ры Никонова (1942—2014) — поэтесса и художница авангардного направления.
- Зять — Сигей, Сергей Всеволодович (1947) — поэт, филолог.